# 灰腰凤头雨燕
灰腰凤头雨燕（学名：Hemiprocne longipennis）为凤头雨燕科凤头雨燕属的鸟类，分布在汶莱， 印度尼西亚， 马来西亚， 缅甸， 菲律宾， 新加坡。该物种模式产地在爪哇，主要生活在热带和亚热带森林。

## 特征
灰腰凤头雨燕体重约42.8克，翼长约167.6毫米，嘴峰长约7.1毫米，喙宽度约3.4毫米，喙厚度约2.4毫米，跗蹠长约12.8毫米，尾长约102毫米。灰腰凤头雨燕在其分布区内为留鸟，其栖息在密集的高大树木组成的森林中，食性为肉食性，主要食物来源是陆生无脊椎动物。